# لوسي فولي
لوسي فولي (مواليد 16 أغسطس 1986 في ساسكس، إنجلترا)، هي مؤلفة بريطانية لروايات الخيال التاريخي والغموض المعاصرة.
درَستْ لوسي فولي الأدب الإنجليزي في جامعة درم وفي كليَّة لندن الجامعية، وعملتْ محررةً أدبيةً في مجال النشر عدَّة سنوات قبل أن تتفرغَ للكتابة تفرُّغًا كاملًا. رواية «حفلة الصيد» أول رواية جريمة تكتبها، واستوحتها من مكانٍ ناءٍ ألهبَ مخيلتها في أسكتلندا ومن ثم أتبعتها برواية فارقة وهي قائمة الضيوف. كتبتْ كذلك لوسي ثلاث رواياتٍ تاريخيةٍ، تُعتبر رواياتها "شقة باريس" و "قائمة الضيوف" من أكثر الكتب مبيعاً بحسب صحيفة نيويورك تايمز. وتُرجمتْ أعمالها إلى ست عشرة لغة."

## من مؤلفاتها المترجمة للعربية
- رواية: «شقة باريس».[2]
- رواية: «قائمة الضيوف».[3]